# Juan Canut de Bon
Juan Bautista Canut de Bon Gil (Valencia, España, 30 de septiembre de 1846-Santiago, Chile, 9 de noviembre de 1896) fue un predicador español que difundió su fe protestante, y fundó Iglesias evangélicas en Chile en el siglo XIX.
Luego de conocer a Ira Haynes La Fetra, este lo invita a predicar el evangelio en español. Dado que el protestantismo y educación cristiana no católica, era para ingleses o estadounidenses y sus hijos, erradicados en Chile. 
Juan Canut de Bon fue pastor en la Iglesia Metodista Episcopal, Distrito Chile. Actualmente Iglesia Metodista de Chile. Se puede ver su obra evangelizadora en español con las distintas iglesias que fundó, en su mayoría en el centro sur del país, por ejemplo, la 2° Iglesia Metodista de Concepción, , Iglesia Metodista de los Ángeles, Iglesia Metodista de Mulchén, 1° Iglesia Metodista de Coronel, entre otras más.
Canut de Bon es erróneamente conocido por el pentecostalismo en Chile y el avivamiento pentecostal de 1909, aunque sí fue inspiración para seguir predicando el evangelio en Chile, considerando que aún no se realizaba la separación Iglesia - Estado. Lamentablemente Canut de Bon nunca alcanzó a conocer el climax que sufrió la Iglesia Metodista Episcopal de Valparaíso en 1909, por consiguiente no conoció la Iglesia metodista pentecostal de chile, Iglesia evangélica pentecostal (IEP) o alguna otra iglesia que se haya separado de la Iglesia Metodista Episcopal, Distrito Chile. Dado que Canut cuando se provocó el derramamiento del Espíritu Santo en Valparaíso en 1909, Canut estaba fallecido. 

## Biografía
Fue el menor de los cinco hijos de un matrimonio de artesanos. Estudió desde los 9 años en la escuela Pía de su ciudad. A los 18 años, ingresó a la Compañía de Jesús en Balaguer, Lérida.
La situación política de España, enfrentada en las Guerras Carlistas entre clericales y laicos, hizo difícil su permanencia en su país. Fue destinado a Argentina, donde aprendió homeopatía, para luego trasladarse a Chile, donde el 30 de abril de 1871 se retiró de la orden jesuita «no porque hubiera perdido su fe católica, sino simplemente porque deseaba estudiar, y allí no tenía posibilidades de hacerlo». En 1872, se radicó en Los Andes, donde se dedicó a la compraventa de telas y donde contrajo matrimonio el 5 de agosto de dicho año con Virginia Robles Aguilar, con quien tuvo cuatro hijos.
En Quillota en diciembre de 1876, encontró un ejemplar del Nuevo Testamento en un andén de una estación de ferrocarril, proveniente de la Sociedad Bíblica de Valparaíso, episodio que definió como «[el] primer encuentro que tuve con el Evangelio». En San Felipe en 1880, tuvo la oportunidad de conocer al predicador presbiteriano Robert MacLean, de quien se hizo amigo. Se transformó en el primer predicador de habla hispana en Chile.

«Gracias a la misión de Mac-Lean he encontrado esta salvación tan grande a mi alma». El periódico evangélico editado en inglés The Record escribe de él en diciembre de 1879: «Hace dos años atrás, un inteligente español, a la sazón residente en San Felipe, se hizo ardiente amigo del Evangelio de Jesucristo».
Juan Canut de Bon.

La prédica confontacional de Canut de Bon en contra de la Iglesia católica, hizo que los misioneros presbiterianos norteamericanos lo enviaran a Santiago y luego a Concepción. Pero el estilo beligerante de predicación de Canut, provocó reacciones adversas que hicieron que los misioneros presbiterianos le retiren su licencia de predicador en marzo de 1881
Durante su residencia en Curicó en 1884, solicitó su «readmisión en la Iglesia católica». Sin embargo, su «periodo católico» tuvo fin en 1888, cuando conoció a William Taylor (1821-1902), un pastor metodista estadounidense que había predicado en África e India entre 1856 y 1883. En 1890, Canut fue consagrado obispo de esa fe. Su forma de predicar, fogosa y de gran oratoria y conocimientos, atrajo a muchos; sin embargo, también le significó muchos enemigos y sus clientes le abandonaron. Se dedicó entonces a predicar de tiempo completo apoyándose en sus conocimientos en el campo de la homeopatía para mantenerse. Para evitar el rechazo de los sacerdotes de la Iglesia católica, ensanchó el territorio de su predicación a ciudades sureñas y lugares donde la Iglesia católica no tuviera mucha influencia —bajo pueblo, campesinos, ciudades lejanas—. Durante cinco años predicó el Evangelio y fundó iglesias en Coquimbo, La Serena, Concepción, Traiguén, Angol, Los Ángeles, Victoria y Temuco.
En 1896, se trasladó por motivos de salud a Santiago, donde murió el 9 de noviembre de ese año. Sus restos descansan en el Patio de los Disidentes del Cementerio General de Santiago.

## Legado

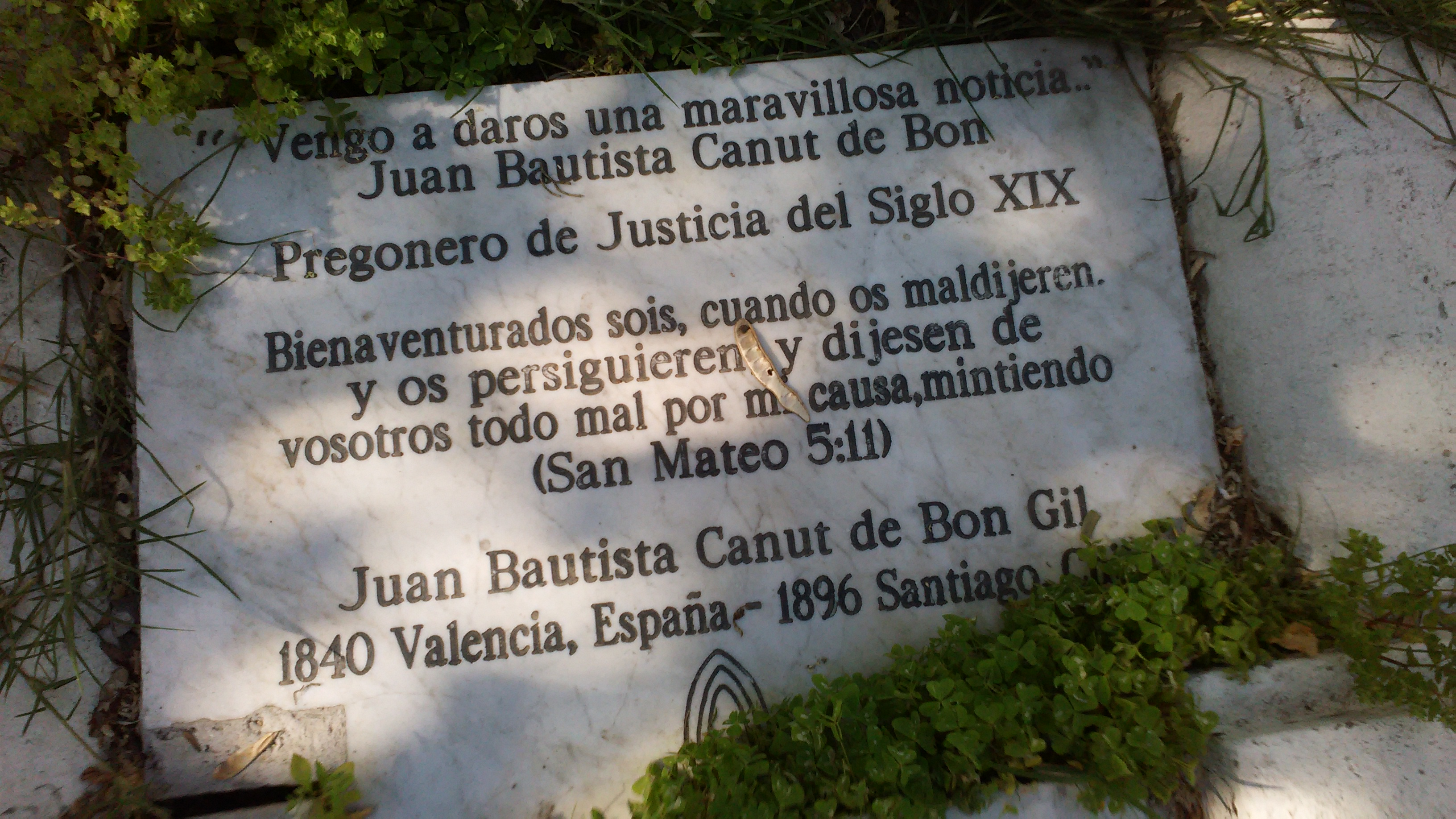
Detalle en la tumba

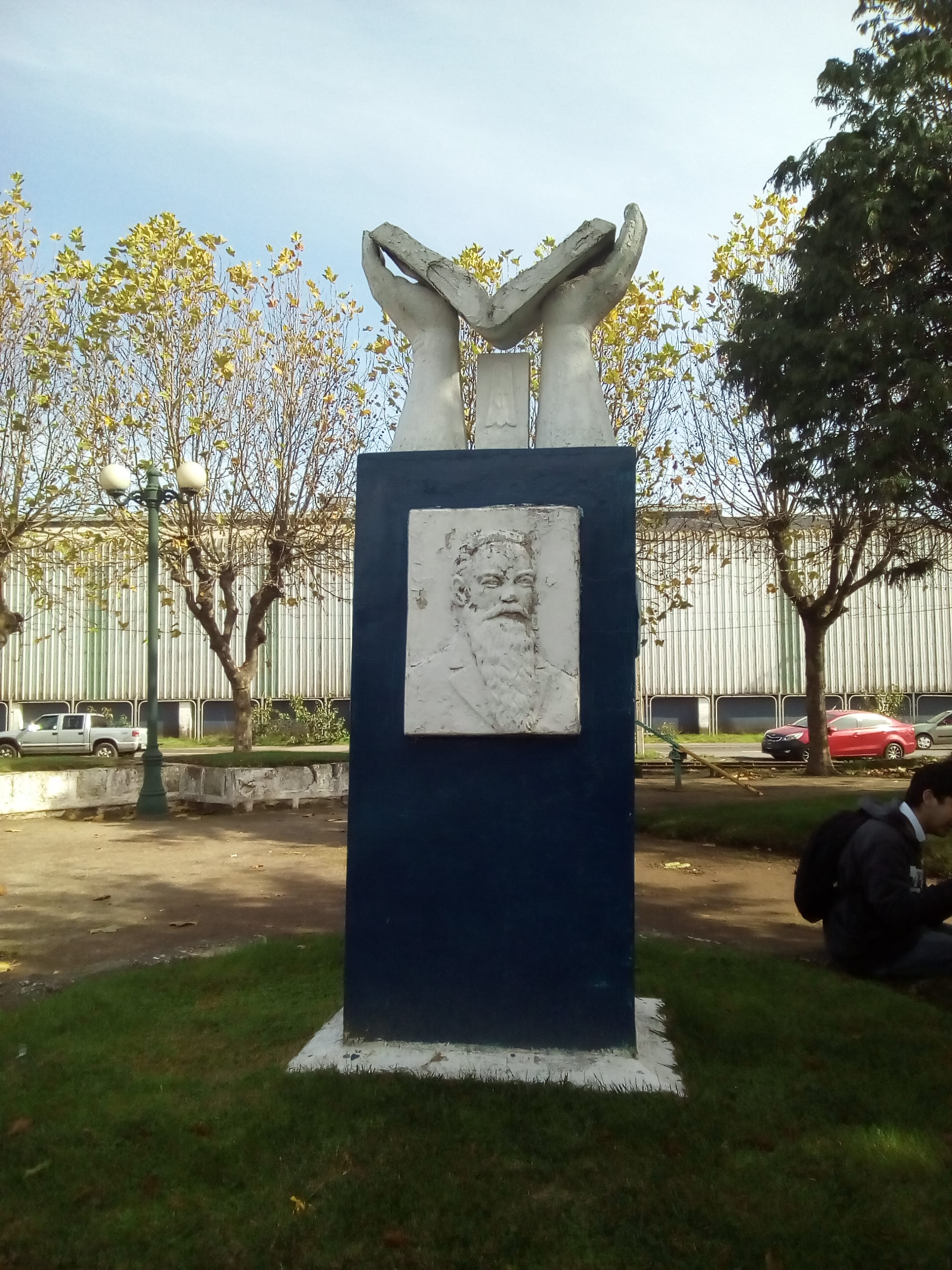
Monumento en Coronel

En el contexto de luchas laicas causadas por la no Separación Iglesia-Estado, su estilo de prédica callejera le ocasionó persecución y burlas, pero también adeptos, quienes recibieron el apelativo de «canutos» para reconocerlos como «seguidores de Canut» —a principios del siglo XX, el escritor anarquista José Santos González Vera describió a unos policías arrestando a un grupo de evangélicos que predicaban y su forma de entrar cantando a la cárcel, tomando nota del apodo de «canutos» que se les daba—. Aunque este término se ha hecho extensivo para todos los miembros de las iglesias evangélicas o protestantes, sean o no seguidores de Canut, en ciertas ocasiones se utiliza para referirse a cualquier persona muy religiosa o que profese efusivamente su religión en público, con matices peyorativos, dependiendo el contexto.